# 101B busz (Miskolc)
A miskolci 101B jelzésű autóbusz a Szondi György utca és Berekalja kapcsolatát látja el a Vasgyár és a Kilián városrész érintésével. A viszonylatot a Miskolc Városi Közlekedési Zrt. üzemelteti. Kizárólag munkanapokon közlekedik.
Eredetileg gyorsjárati autóbusz volt 1976–2006 között. A város legforgalmasabb, kelet-nyugati tengelyén közlekedett, jelentős szakaszon hasonló útvonalon, ahol az 1-es villamos, illetve rokonviszonylatai, az 1-es busz, az 1A busz és a 101-es busz. Ezen az útvonalon indult az ország első menetrend szerinti buszjárata is, 1903-ban. 2020-ban a Diósgyőrig meghosszabbított 21B busz kapta ezt a jelzést.

## Története
A járat 1976-ban indult, ekkori megállói: Búza tér–Centrum–Szemere utca–Városház tér–Bulgárföld–Kilián vr.–Táncsics tér–Diósgyőr. (Mint az útvonalból is látható, ekkor még a Széchenyi utca nem volt sétálóövezet, erre csak 1984-ben került sor.)
1977-ben végállomása átkerült a Szondi György utcára, innentől első két megállója a Szondi György utca és a Selyemrét, a következő a Centrum áruház, ahonnan útvonala egyezik a korábbival. 1984-ben, a Széchenyi utca sétálóutcává történt átalakításával a buszforgalom átkerült egy párhuzamos útvonalra, majd időnként megállói száma bővült. Útvonala 1984-től (a később hozzáadott megállók évszámmal jelezve): Szondi Gy. utca–József A. utca (2002) – Selyemrét–Vízügyi Igazgatóság–Vörösmarty városrész–Szemere utca–Erzsébet tér–Tímár malom utca (2001) – Kiss Ernő utca (1986) – Újgyőri főtér (1997) – Bulgárföld–Kilián városrész–Táncsics tér–Diósgyőr–Diósgyőr városrész.
A 2007-es nagy átszervezéskor szűnt meg, több más járattal egy időben. A 101B neve, útvonala és gyorsasága miatt kultikus jelentőségűvé vált, és többször felmerült a visszaállítása iránti igény. Erre azonban nem került sor, főként kapacitáshiány és a párhuzamos járatok kialakításának elkerülése érdekében. 2020. január 2-án a 21B buszjáratot hosszabbították meg az egykori diósgyőri végállomásig, ezzel egy időben átnevezve azt 101B-re. 2020 tavaszán, a koronavírus-járvány miatt bevezetett rendkívüli menetrend szerint ideiglenesen ismét szünetelt, azonban a tanszüneti menetrend bevezetésével 2020. június 2-tól újra közlekedik a járvány előtti menetrend szerint.
2020. július 22-én az MVK Zrt. nyilvánosságra hozta a vonalhálózat átalakításáért felelős Munkacsoport első javaslatait, mely tartalmazza a 101B busz meghosszabbítását Berekaljáig, ezzel javítva a városrész közlekedését. Ezzel párhuzamosan megszűnt a járat kultikus Diósgyőr végállomása.
2020. szeptember 1-től pedig már Berekaljáig közlekedik, egyes időpontokban a LIDL érintésével.
2021. március 11-től a járvány miatt bevezetett menetrend szerint nem közlekedett.
A 2021. április 17-től újból közlekedik a 2020. szeptember 1.-től bevezetett útvonalán, bár járatsűrűsége kb. a felére csökkent.
2023. október 16-tól új útvonalon, ritkább menetrenddel közlekedik a munkanapi völgyidőszakban.
A továbbiakban a Tiszai pályaudvar érintésével, a Selyemrét elkerülésévél, az északi tehermentesítőn keresztül közlekedik az Újgyőri főtérig, ahonnan útvonala változatlan. Egyéb időszakokban Berekalját a meghosszabbított 21-es járat fogja kiszolgálni.

## Útvonala
| Berekalja felé | Szondi György utca felé |
| --- | --- |
| Szondi György utca vá. – Üteg utca – Baross Gábor utca – Pfaff Ferenc utca - Vörösmarty Mihály utca – Soltész Nagy Kálmán utca – Zsolcai kapu – Ady Endre utca – Szeles utca – Jókai Mór utca – Fazekas utca – Vologda utca – Thököly utca – Győri kapu – Andrássy út – Újgyőri főtér – Andrássy út – Harmadik utca – Fürdő utca – Ógyár tér – Gózon Lajos utca – Muhi utca – Lorántffy Zsuzsanna utca – Könyves Kálmán utca – Kandó Kálmán utca – Kiss tábornok út – Árpád út – Hegyalja utca – Kökény utca – Endrődi Sándor utca – Havas utca – Fényesvölgyi utca – Berekalja | Berekalja – Eper utca – Erdő utca – Móra Ferenc utca – Kökény utca - Árpád út – Kiss tábornok út – Kandó Kálmán utca – Könyves Kálmán utca – Lorántffy Zsuzsanna utca – Muhi utca – Mexikóvölgy utca – Gózon Lajos utca – Ógyár tér – Fürdő utca – Harmadik utca – Első utca – Vasgyári út – Andrássy út – Győri kapu – Thököly utca – Vologda utca – Fazekas utca – Jókai Mór utca – Szeles utca – Ady Endre utca – Zsolcai kapu – Soltész Nagy Kálmán utca – Vörösmarty Mihály utca – Pfaff Ferenc utca – Baross Gábor utca – Üteg utca – Szondi György utca vá. |

## Megállóhelyei
| 0  | Szondi György utca végállomás | 45 | 1G, 7, 12G, 14G, 21, 21G, 35G                                     |
| ∫  | Üteg utca                     | 43 | 1G, 7, 8, 12G, 14G, 21G, 35G                                      |
| 3  | Tiszai pályaudvar             | 42 | 1, 1A, 2 1, 3, 3A, 8, 21, 30, 31                                  |
| 6  | Vízügyi Igazgatóság           | 39 | 3, 3A, 4, 14G, 21, 21G, 30, 31, 35G, Auchan 1                     |
| 7  | Bajcsy-Zsilinszky út          | 37 | 1, 1G, 3, 4, 7, 12G                                               |
| 8  | Búza tér                      | 35 | 1, 1G, 3, 3A, 4, 7, 11, 12G, 20, 20A, 20B, 24, 28, 32, 43, 44, 45 |
| 10 | Szeles utca                   | 34 | 1, 1G, 12, 12G, 14, 14G, 20, 36, 54                               |
| 11 | Petőfi tér                    | 33 | 1, 1G, 11, 12, 14, 14G, 20, 34, 36, 54                            |
| 12 | Dózsa György út               | 32 | 1, 1G, 34, 54                                                     |
| 14 | Vologda városrész             | 31 | 1, 1G, 34, 54                                                     |
| 15 | Szent Anna tér                | 29 | 1, 1A, 2 1, 1G, 29, 39, 54                                        |
| 18 | Aba utca                      | 27 | 1, 1G, 29, 39, 54                                                 |
| 19 | Zoltán utca                   | 25 | 1, 1G, 29, 39, 54                                                 |
| 20 | Örs utca                      | 24 | 1, 1G, 29, 39, 54                                                 |
| 22 | Avar utca                     | 22 | 1, 1G, 29, 39, 54                                                 |
| 23 | Újgyőri főtér                 | 21 | 1, 1A, 2 1, 1G, 6, 9, 16, 19, 21, 21G, 29, 39, 53, 54, 68         |
| 26 | Vasgyár                       | 19 | 2 9, 16, 19, 21, 29, 39, 53, 54, 68                               |
| 27 | Vasgyári temető               | 18 | 9, 16, 19, 21, 29, 53, 68                                         |
| 28 | Bolyai Farkas utca            | 17 | 9, 21, 68                                                         |
| 30 | Tatárdomb                     | 15 | 9, 21, 68                                                         |
| 31 | Üllő utca                     | ∫  | 9, 21                                                             |
| 32 | Kenyérgyár                    | 13 | 21                                                                |
| 34 | Könyves Kálmán utca           | 11 | 21                                                                |
| 35 | Kandó Kálmán utca             | 10 | 21                                                                |
| 36 | LÁEV (kisvasút)               | 9  | 1 , 1G, 21, 53, 54                                                |
| 38 | Táncsics tér                  | 7  | 1, 1G, 21, 53, 54                                                 |
| 39 | Diósgyőr városközpont         | 6  | 1 , 1G, 21, 53, 54                                                |
| 41 | Alsó-Majláth/Köln utca        | 4  | 1 , 1G, 21, 53, 54                                                |
| 43 | Felső-Majláth                 | ∫  | 1 , 1G, 5, 15, 21, 53, 54                                         |
| 43 | Felső-Majláth                 | ∫  | 1, 21, 53, 54                                                     |
| 45 | Móra Ferenc utca              | 3  | 21                                                                |
| 46 | Endrődi Sándor utca           | ∫  | 21                                                                |
| 47 | Karinthy utca                 | ∫  | 21                                                                |
| ∫  | Erdő utca                     | 2  | 21                                                                |
| ∫  | Eper utca                     | 1  | 21                                                                |
| 48 | Berekalja                     | 0  | 21                                                                |